# Anton Devens
Franz Anton Devens (geboren am 1. März 1779 in Horst; gestorben am 9. Dezember 1846 in Duisburg) war ein preußischer Jurist und von 1829 bis zu seinem Tod 1846 Landrat des Kreises Duisburg.

## Leben
Der Katholik Devens war der Sohn des promovierten Arztes Caspar Maria Devens und dessen Ehefrau Petronella Devens, geb. Wolff. Nach dem Besuch des Kapuziner-Gymnasiums zu Essen studierte Devens in Halle und Münster Rechtswissenschaften. Im Jahr 1800 von der Münsterschen Regierung zum Lizentiat der Rechte ernannt, ist Devens 1805 als Justizkommissar belegt. Weitere Stationen waren 1807 als Syndikus das Stift Stoppenberg, 1813 Auditeur beim Appellationsgericht Düsseldorf und im Mai 1813 Tribunals- und Instruktionsrichter zu Essen. Dort wird Devens am 6. April 1815 auch zunächst zum zweiten und im Dezember desselben Jahres zum 1. Assessor am Stadt- und Landgericht ernannt.
Nachdem das Landratsamt des Kreises Duisburg in der Nachfolge von Julius Heinrich von Buggenhagen durch Anton Coutelle und Alexander von Wittenhorst–Sonsfeld zwei Jahre lang auftragsweise verwaltet worden war, ging Devens aus der Wahl vom 18. August 1828 erfolgreich hervor. Auf seine Bestallung mit Urkunde vom 5. Januar 1829 trat er am 15. April des Jahres seinen Dienst an. 1840 verlieh ihm der preußische König den Roten Adlerorden 4. Klasse. Devens starb als Landrat unverheiratet.